# Stigmella aigialeia
Stigmella aigialeia là một loài bướm đêm thuộc họ Nepticulidae. Nó được tìm thấy ở New Zealand.
Chiều dài cánh trước khoảng 2 mm. Con trưởng thành bay vào tháng 1, tháng 2, tháng 9 và tháng 10. Probably in one, but possibly làm hai đợt per year.
Ấu trùng ăn Plagianthus divaricatus. Chúng ăn lá nơi chúng làm tổ. 